# Джозеф Сміт
Джо́зеф Сміт (англ. Joseph Smith, Jr.; *23 грудня 1805 року, Шарон, штат Вермонт, США — †27 червня 1844, Картедж, штат Іллінойс) — американський релігійний діяч, харизматичний засновник і перший провідник руху Святих останніх днів, засновник і перший президент Церкви Ісуса Христа Святих останніх днів (1830 — 1844), мормонів. Віряни вшановують його як пророка і мученика. 1844 року стартував на виборах Президента США, маючи в програмі положення про скасування невільництва. Був першим кандидатом у президенти, якого вбито під час виборчої кампанії.
Загальна чисельність послідовників навчання Джозефа Сміта — близько 13 млн чоловік. Більшість із них становлять прихильники Церкви Ісуса Христа Святих останніх днів (мормони) — близько 12,5 млн.
Церква Ісуса Христа Святих останніх днів уважає, що:
- Бог-Отець і Його Син Ісус Христос з'явилися Джозефу Сміту й відкрили йому більше істин щодо природи Бога, ніж було відомо людству в попередні сторіччя,
- Прадавні пророки й апостоли дарували Джозефу Сміту силу священства,
- Через нього був виявлений безпрецедентний потік знань і навчань, що включає такі твори як: Книга Мормона, Навчання й Завіти та Дорогоцінна Перлина,
- Через Джозефа Сміта на Землі була знову організована дійсна церква Господа.

Один із президентів Церкви Ісуса Христа Святих останніх днів Вілфорд Вудрафф сказав про Джозефа Сміта:
Він був пророком Божим і заклав фундамент найвеличнішої роботи й найбільшого облаштування з усіх, будь-коли встановлених на Землі.

## Походження, родина й дитячі роки
Джозеф Сміт був американцем у шостому поколінні. Його предки емігрували до Америки з Англії в XVII столітті. Батьки Джозефа Сміта, Джозеф Сміт-старший (саме на честь батька було названо Джозефа) та Люсі Сміт (мати, до шлюбу — Мак), побралися 1796 року в Тенбриджі, штат Вермонт. Вони почали своє життя при сприятливих фінансових обставинах, однак у наступні роки Джозеф Сміт-старший втратив своє перше фермерське господарство, і його матеріальне становище кількаразово мінялося. Родині Смітів довелося неодноразово переїжджати, оскільки глава родини перепробував найрізноманітніші можливості заробітку — займався фермерством на лісистих пагорбах Нової Англії, був поденним робітником на інших фермах, управляв комерційним підприємством і працював шкільним учителем. Джозеф Сміт-молодший народився 23 грудня 1805 року в Шерон, штат Вермонт, і був п'ятою дитиною в сім'ї, в якій всіх було одинадцятеро дітей. Діти у Смітів народжувались у такому порядку: перший син помер одразу після народження, не отримавши ще імені, далі йшли Алвін, Гайрум, Софронія, Джозеф, Семюел Гаррісон, Єфрем (не пережив і двох тижнів після народження), Вільям, Кетрін, Дон-Карлос і Люсі. Оскільки тільки дев'ять із одинадцяти дітей Джозефа Сміта-старшого й Люсі Сміт пережили дитячий вік, у їхній родині було прийнято вважати, що в Смітів було дев'ятеро дітей.
У віці семи років Джозеф Сміт, як і інші діти в його родині, пережив епідемію сипучого тифу в Уест-Лебанон, штат Нью-Гемпшир. Однак якщо його брати й сестри видужали без ускладнень, у Джозефа Сміта розвинулося небезпечне вогнище інфекції на лівій нозі. Доктор Натан Сміт з Дартмутського медичного коледжу, що перебував у прилеглому Ганновері, штат Нью-Гемпшир, погодився виконати сміливу на ті часи операцію, розрізавши м'які тканини й вилучивши частину кістки. Джозеф Сміт мужньо переніс операцію, відмовившись від спиртного — єдиного анестезуючого засобу, який міг запропонувати йому хірург. Кілька років після цього Джозефу Сміту довелося ходити на милицях, а легка кульгавість збереглася в нього на усе життя.
В 1816-му після декількох неврожайних років поспіль Джозеф Сміт-старший перевіз родину з Норвича, штат Вермонт, у Пальміру, штат Нью-Йорк, сподіваючись, що на новому місці ситуація виправиться. Джозеф Сміт так згадував ці роки:
Перебуваючи в скрутному становищі, [ми] були змушені важко трудитися, щоб утримати велику родину … хто був здатний надати яку-небудь допомогу, щоб забезпечити родину, від нього вимагалося крайньої напруги щосили, адже ми були позбавлені такого блага як освіта. Скажу тільки, що мене навчили просто читати, писати й дали основи правил арифметики.

## Перше видіння
Попри те, що батьки Джозефа Сміта були вірними християнами, вони довгий час не відвідували збори ні однієї із церков. Джозефу йшов тоді п'ятнадцятий рік, коли четверо членів родини залучились до пресвітеріанського віросповідання, а саме: його мати Люсі, брати Гайрум і Семюел Гаррісон та сестра Софронія, однак інші члени родини відмовилися від цього.
У юнака, що з малих літ цікавився Богом, теж виникло бажання приєднатися до однієї з конфесій, яких було безліч в околиці, але їхні догматичні суперечки породжували непевність у хлопцеві, через що він самотужки вирішив почати читати Святе Письмо. І ось, одного дня, читаючи Послання святого апостола Якова, п'ятий вірш першого розділу, в якому сказано:
А якщо кому з вас бракує мудрості, нехай просить від Бога, що всім дає просто та не докоряє, і буде вона йому дана.
Сповнений рішучості звернутися до Бога навесні того ж року у віці 14 років Джозеф Сміт вирушив у гай неподалік від свого будинку, ставши там навколішки та почавши виливати бажання свого серця Богові й молитися. Пізніше він розповідав, що спочатку він опинився у владі якоїсь темної сили, але потім вона покинула його, й він побачив над собою в повітрі дві особи. Одна з них, указуючи на іншу, сказала: «Це є Мій Син Возлюбленний, слухай Його». Ісус Христос попередив юнака про те, щоб він не приєднувався ні до однієї з тих церков, тому що усі вони неправильні й усі їхні віровчення огидні в Його очах. Вони проповідують заповіді людські як навчання, що мають вид Божественного, але заперечують силу його. Джозефу Сміту було також обіцяне, що у майбутньому йому стане відома повнота Євангелія, і що згодом він має одержати від них настанови.

## Явлення Моронія
Трьома роками пізніше — 21 й 22 вересня 1823 р. —, як розповідав Джозеф Сміт, у відповідь на його вечірню молитву його кімната на горищі наповнилася світлом, і йому з'явився небесний посланець, на імення Мороній. Він назвався ангелом Божим, посланим, щоб принести радісні звістки про те, що завіт, який Бог уклав із прадавнім Ізраїлем, от-от повинен здійснитися, що скоро повинна початися підготовча робота до Другого пришестя Месії, що наблизився час, коли Євангеліє у всій його повноті буде проповідано всім племенам, щоб народ міг бути підготовлений до тисячолітнього царювання. Йому було сказано, що він є обраний як знаряддя в руках Бога для здійснення деяких з Його цілей у цьому чудовому навчанні. Посланець повідомив його про те, що на горі Куморах він знайде золоті листи з викарбуваним прадавніми пророками текстом на «реформованій» єгипетській мові. Ці священні літописи розповідали про народ, який був виведений Богом з Єрусалима в Західну півкулю за 600 років до Р. Х. Мороній був останнім пророком серед того народу, і саме він укрив у схованці літопис, який Бог обіцяв виявити людям в останні дні. Джозефу Сміту потрібно було перекласти ці священні письмена англійською мовою.

## Організація церкви

### Початок роботи над «Книгою Мормона»
В 1825-му Джозеф Сміт відправився в Хармони, штат Пенсільванія, щоб працювати в Джозай Стоула. Там він знімав житло в Ісаака й Елізабет Гейл і познайомився з їхньою дочкою Еммою, шкільною вчителькою. 18 січня 1827-го Джозеф Сміт і Емма Гейл уклали шлюб у Саут-Бейнбридж, штат Нью-Йорк. 22 вересня 1827-го, як оповідає Сміт, йому було нарешті дозволено побрати аркуші зі схованки. Оскільки вони були золотими, їх неодноразово намагалися вкрасти, і в грудні 1827-го Джозеф і Емма були змушені повернутися в Хармони, після чого Джозеф Сміт почав переклад. Секретарем Джозефа Сміта став Олівер Каудери, місцевий шкільний учитель.

### Відновлення священства
Як говорить офіційна церковна історіографія, коли Джозеф Сміт і Олівер Каудери працювали над перекладом «Книги Мормона», вони прочитали оповідання про відвідування Ісусом Христом прадавніх нефійців. 15 травня 1829-го вони прийшли на берег річки Сасквеганна недалеко від будинку Джозефа Сміта в Хармонах, щоб помолитися щодо свого хрещення. Їм з'явився небесний посланник, що назвав себе Іваном Хрестителем. Він дарував їм священство Ааронове і сказав, що тепер вони повинні хреститися. Пізніше Джозефа Сміта й Олівера Каудери відвідали апостоли Петро, Яків і Іван, які дарували їм священство Мелхіседекове і посвятили їх в апостоли. Тим самим Джозеф Сміт і Олівер Каудери одержали владу робити таїнства, необхідні для організації церкви й спасіння.

### Видання «Книги Мормона» і організація церкви
Як говорить офіційна церковна історіографія, через переслідування, що підсилювалися, Джозеф і Олівер на якийсь час переїхали в адміністративний район Фейет, штат Нью-Йорк, щоб завершити роботу над перекладом у будинку Пітера Уітмера-старшого. Робота над перекладом була закінчена в червні, майже через три місяці після того, як Олівер Каудери почав служити переписувачем Джозефа Сміта. До серпня Джозеф Сміт уклав договір з видавцем Егбертом Б. Грандіном з Пальміри про публікацію книги. Мартін Гарріс віддав Еґберту Б. Грандіну в заставу свою ферму, щоб гарантувати оплату витрат на видання книги, а пізніше продав 61 га землі, щоб викупити заставну. «Книга Мормона» надішла в продаж у книгарні Еґберта Б. Грандина 26 березня 1830.
6 квітня 1830, усього через 11 днів після появи у продажу «Книги Мормона», в будинку Пітера Уітмера-старшого у Фейет, штат Нью-Йорк, зібралася група приблизно з 60 людей де Джозеф Сміт та його п'ятеро приятелів офіційно заснували «Церкву Ісуса Христа» перейменовану згодом на — Церква Ісуса Христа Святих останніх днів. Саме там Джозефом Смітом була проведена перша причастна служба, потім відбулося хрещення віруючих, передача дару Святого Духа й посвята чоловіків у священство. У новоствореній церкві Джозеф Сміт одержав посаду «провидця, перекладача, пророка й апостола Ісуса Христа, старійшини церкви» (див. Навчання й Завіти 21:1). Сміт став провідником церкви і очолював її аж до 27 червня 1844 р., коли то було його вбито в місцевості Картидж (штат Іллінойс).

### Смерть
В березні 1844 Джозеф Сміт провів збори для Кворуму дванадцяти апостолів, оголосивши, що тепер вони володіють усіма ключами для проведення церковної роботи після його смерті.
У червні 1844 проти Джозефа Сміта було висунуто звинувачення в організації заколоту. Попри те, що в Наву, ці звинувачення були з нього зняті, губернатор Іллінойса Томас Форд наполіг на тому, щоб Джозефа Сміта судили за цим звинуваченням у Картеджі, штат Іллінойс, де засідала влада графства Хенкок. Коли Джозеф Сміт і його брат Хайрам прибули в Картедж, їх звільнили під заставу, але незабаром знову заарештували у зв'язку з новим звинуваченням у зраді штату Іллінойс.
27 червня 1844 о 20:05 погромники з обличчями, вимащеними сажею, увірвалися до в'язниці і застрелили Джозефа і Хайрама Смітів. Поруч з ними в той момент були Віллард Річардс і Джон Тейлор (в майбутньому — третій за рахунком президент церкви).
Наступником Джозефа Сміта в Церкві Ісуса Христа Святих останніх днів став Бригам Янґ.